# Бори (Љевице)
Бори (слч. Bory) насељено је мјесто са административним статусом сеоске општине (слч. obec) у округу Љевице, у Њитранском крају, Словачка Република.

## Становништво
| Година:    | 1994. | 2004.   | 2014.   | 2024.   |
| ---------- | ----- | ------- | ------- | ------- |
| Број људи: | 326   | 324     | 316     | 307     |
| Разлика:   |       | -0,61 % | -2,46 % | -2,84 % |

| Година:    | 2023. | 2024.   |
| ---------- | ----- | ------- |
| Број људи: | 315   | 307     |
| Разлика:   |       | -2,53 % |

Према подацима о броју становника из 2011. године насеље је имало 315 становника.